# Palladium (Köln)

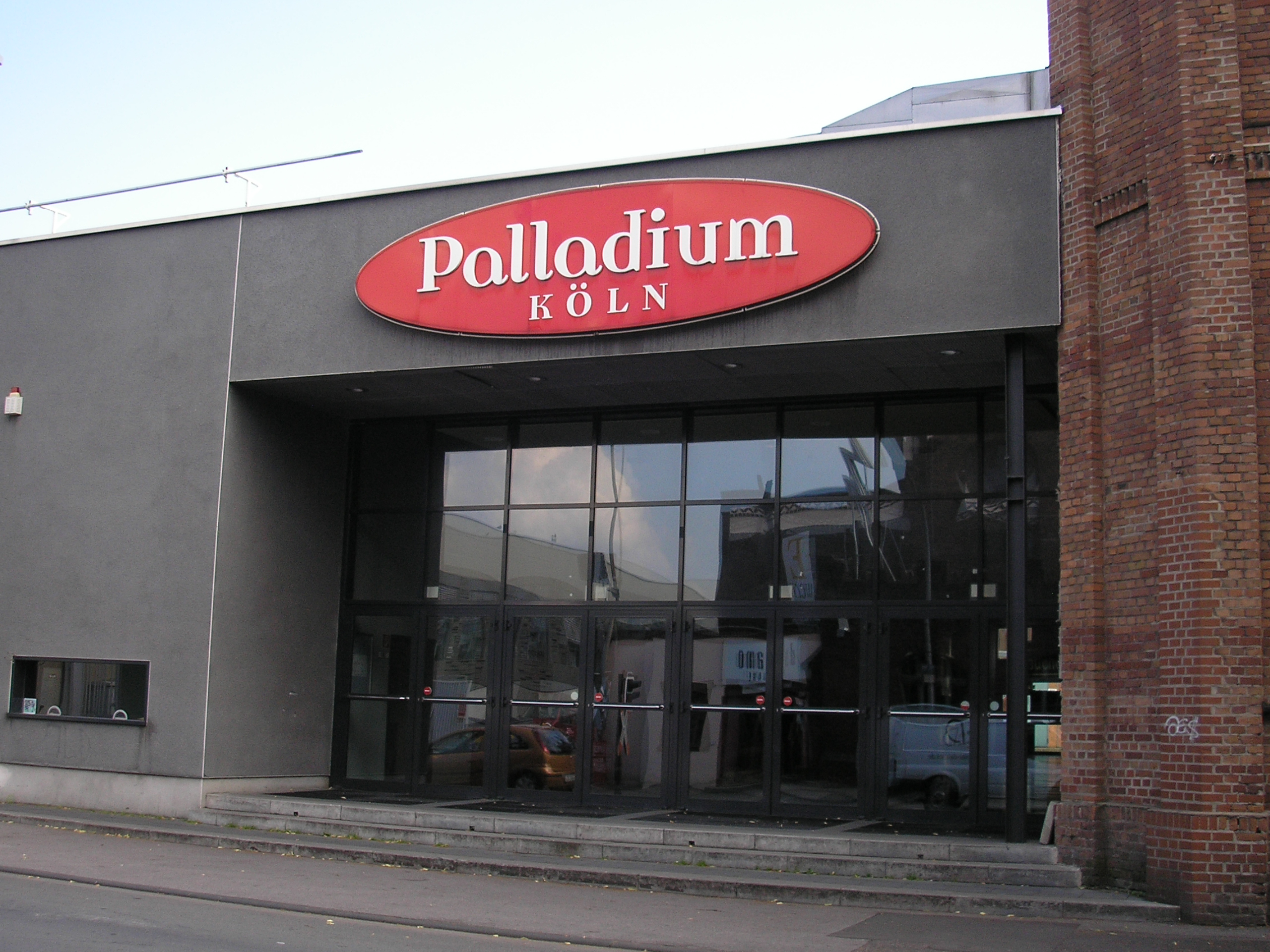
Palladium (2008)

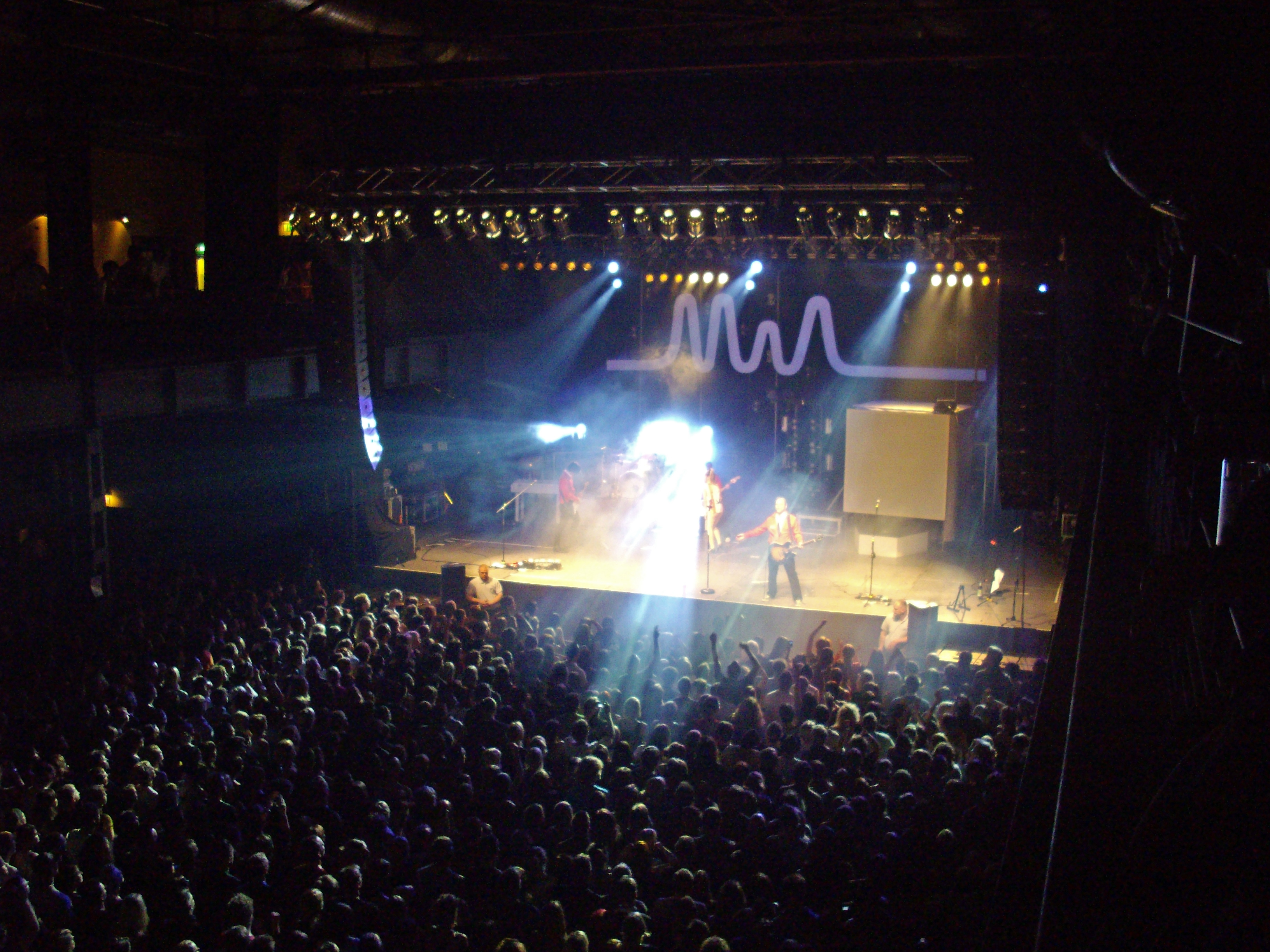
MIA. im Palladium, 2009

Das Palladium ist ein Veranstaltungszentrum in Köln-Mülheim, das sich unmittelbar in der Nähe des E-Werks befindet. Das Gebäude wurde 1899 als Maschinenbauhalle der Firma Trefil Europe Engineering gebaut und dient seit Dezember 1998 als Veranstaltungsort für kulturelle Veranstaltungen, hauptsächlich Konzerte. Betrieben wird das Palladium von der Köln Event Veranstaltungsgesellschaft mbH, die auch das benachbarte E-Werk betreibt.
Das Palladium fasst Platz für bis zu 4000 Besucher auf Stehplätzen bei Konzerten. 2014 traten unter anderem Papa Roach Erasure, Schandmaul, Bullet for My Valentine, Casper, Ellie Goulding, Kylie Minogue, Within Temptation, Sido, OneRepublic, Fall Out Boy, Simple Minds, Kollegah, Lindsey Stirling, Jennifer Rostock, Idles und Slash im Palladium auf.